# دیواندر
دیواندر، روستایی است از توابع بخش مرکزی و در شهرستان خوشاب استان خراسان رضوی ایران. این روستا در فاصله 27 کیلومتری شهر سبزوار و ۳۰ کیلومتری شمال خوشاب واقع شده‌است. روستایی کوهستانی با آب و هوایی معتدل و مطبوع و مناظری به غایت زیبا است. از نظر تاریخی سابقه‌ای کهن دارد به گونه‌ای که در متون تاریخی قدیمی خوشاب از آن یاد شده.
دیواندر در ایران باستان نام خدای ظفر و پیروزی است.
عمده محصول کشاورزی آن گندم، جو و نخود بوده و محصولات باغی آن گردو، بادام ، گیلاس ، آلبالو ، انگور و زردآلو است.
از مشاهیر روستای دیواندر می توان به استاد علی دیواندری (زادهٔ ۱۵ شهریور ۱۳۳۶ در سبزوار) نقاش ، کارتونیست ، مجسمه‌ساز ، طراح گرافیک، تصویرساز و روزنامه‌نگار با سابقهٔ ایرانی اشاره کرد.

## جمعیت
این روستا در دهستان طبس قرار داشته و بر اساس سرشماری سال ۱۳۸۵ جمعیت آن ۶۰ نفر (۲۱ خانوار) بوده است.